# Rue du Colonel-Moll
Rue du Colonel-Moll är en gata i Quartier des Ternes i Paris sjuttonde arrondissement. Gatan är uppkallad efter den franske överstelöjtnanten Henri Moll (1871–1910), militärguvernör för Tchad. Rue du Colonel-Moll börjar vid Rue des Acacias 15 och slutar vid Rue Saint-Ferdinand 9.

## Omgivningar
- Saint-Ferdinand-des-Ternes
- Cité Férembach
- Square Villaret-de-Joyeuse
- Passage Doisy

## Bilder
| - Gatuskylt. - Saint-Ferdinand-des-Ternes. |

## Kommunikationer
- Tunnelbana – linje  – Argentine
- Busshållplats Église Saint-Ferdinand – Paris bussnät

### Webbkällor
- ”Rue du Colonel-Moll”. Mairie de Paris. https://web.archive.org/web/20150910013123/http://www.v2asp.paris.fr/commun/v2asp/v2/nomenclature_voies/Voieactu/2211.nom.htm. Läst 9 januari 2024.
- ”Rue du Colonel-Moll (17ème arrondissement)”. Les rues de Paris. https://web.archive.org/web/20160409123751/http://www.parisrues.com/rues17/paris-17-rue-du-colonel-moll.html. Läst 9 januari 2024.